# Championnats de France de patinage artistique 1978
Navigation
Championnats de France 1977 Championnats de France 1979
Les championnats de France de patinage artistique 1978 ont eu lieu à la patinoire de Belfort pour 4 épreuves : simple messieurs, simple dames et couple artistique, et danse sur glace.

## Faits marquants
- Marie-Reine Le Gougne, déçue de sa 4e place, arrête immédiatement sa carrière sportive à l'âge de 16 ans et demi.

## Podiums
| Épreuves                            | Or                             | Argent                             | Bronze                           |
| Messieurs résultats détaillés       | Gilles Beyer                   | Michel Lotz                        | Christophe Boyadjian             |
| Dames résultats détaillés           | Anne-Sophie de Kristoffy       | Isabelle Deneux                    | Sophie Bojé                      |
| Couples résultats détaillés         | Sabine Fuchs / Xavier Videau   | Catherine Brunet / Philippe Brunet | -                                |
| Danse sur glace résultats détaillés | Muriel Boucher / Yves Malatier | Martine Olivier / Yves Tarayre     | Catherine Le Bail / Pierre Béchu |

## Détails des compétitions
(Détails des compétitions encore à compléter)

### Messieurs
| Rang    | Nom                    |
| ------- | ---------------------- |
| 1       | Gilles Beyer           |
| 2       | Michel Lotz            |
| 3       | Christophe Boyadjian   |
| ...     |                        |
| Forfait | Jean-Christophe Simond |

### Dames
| Rang | Nom                      |
| ---- | ------------------------ |
| 1    | Anne-Sophie de Kristoffy |
| 2    | Isabelle Deneux          |
| 3    | Sophie Bojé              |
| 4    | Marie-Reine Le Gougne    |
| ...  |                          |

### Couples
| Rang | Nom                                |
| ---- | ---------------------------------- |
| 1    | Sabine Fuchs / Xavier Videau       |
| 2    | Catherine Brunet / Philippe Brunet |

### Danse sur glace
| Rang | Nom                              |
| ---- | -------------------------------- |
| 1    | Muriel Boucher / Yves Malatier   |
| 2    | Martine Olivier / Yves Tarayre   |
| 3    | Catherine Le Bail / Pierre Béchu |
| ...  |                                  |

## Sources
- Le livre d'or du patinage d'Alain Billouin, édition Solar, 1999